# Cupa Europei de Scrimă
Cupa Europei de Scrimă (fostă Cupă a Campionilor Europeni) este o competiție organizată în fiecare an sub egida Confederației Europene de Scrimă. Găzduiește cele mai bune cluburi europene, care se înfruntă în fază a grupelor, apoi pe tablou de eliminare directă. Sunt eligibili cluburile campioni naționali (sau, dacă acest lucru nu este posibil, clubul vicecampion etc.), câștigătorul din anul precedent și clubul gazdă.

## Spadă feminin
În ultimii ani, competiția este organizată de clubul italian CS Partenopeo la Caserta, lângă Napoli. Câștigătorul primește Trofeul Partenopeo. Echipa care a câștigat competiția de trei ori este premiată cu un trofeu special; în anul 2012 a fost decernat clubului Steaua București. Acesta deține și recordul numărului de victorii.
- 2016:  CSA Steaua București
- 2015:  GS Esercito
- 2014:  FC Russia
- 2013:  FC Russia
- 2012:  CSA Steaua București
- 2011:  CS Aeronautica Militare
- 2010:  CSA Steaua București
- 2009:  Lagardère Paris Racing
- 2008:  CSA Steaua București
- 2006:  Levallois Sporting Club
- 2005:  CSA Steaua București
- 2004:  Levallois Sporting Club

## Spadă masculin
Competiția este organizată de clubul german Heidenheimer SB la Heidenheim.
- 2015:  Levallois Sporting Club
- 2014:  Levallois Sporting Club
- 2010:  Budapest Honvéd
- 2009:  CS Aeronautica Militare
- 2008:  Budapest Honvéd
- 2007:  Levallois Sporting Club
- 2006:  CS Carabinieri Roma
- 2004:  Cercle d'Escrime de Châlons
- 2003:  Cercle d'Escrime de Châlons
- 2002:  Cercle d'Escrime de Châlons
- 2001:  Levallois Sporting Club
- 1991:  Levallois Sporting Club
- 1980:  CSA Steaua București

## Floretă feminin
Competiția este organizată din 2014 de clubul român CSA Steaua la București.
- 2016:  GS Fiamme Gialle
- 2015:  AS Bourg-la-Reine
- 2014:  TVSM Kiev
- 2009:  Dinamo Rostov
- 2008:  Dinamo Moscova
- 2007:  Budapest Honvéd
- 2006:  CSA Steaua București
- 2005:  CSA Steaua București
- 2004:  GS Forestale
- 2003:  FC Tauberbischofsheim
- 1997:  CSA Steaua București
- 1980:  CSA Steaua București
- 1965:  Dinamo Moscova

## Floretă masculin
În ultimii ani, competiția este organizată de clubul italian US Pisascherma la Pisa.
- 2014:  GS Fiamme Gialle
- 2013:  ȚSKA Moscova
- 2011:  GS Fiamme Gialle
- 2010:  ȚSKA Moscova
- 2009:  SCA Sankt Petersburg
- 2008:  GS Fiamme Oro
- 2007:  GS Fiamme Oro
- 2006:  GS Fiamme Oro
- 2005:  Masque de Fer Lyon
- 2004:  CS Carabinieri Roma
- 2003:  CS Carabinieri Roma
- 2002:  FC Tauberbischofsheim
- 2001:  CS Carabinieri Roma
- 1999:  Racing Club de France
- 1998:  ȚSKA Moscova
- 1997:  Racing Club de France
- 1992:  FC Tauberbischofsheim
- 1991:  FC Tauberbischofsheim
- 1989:  OFC Bonn
- 1988:  FC Tauberbischofsheim
- 1987:  GS Fiamme Oro
- 1986:  Dinamo Minsk
- 1984:  FC Tauberbischofsheim
- 1983:  Racing Club de France
- 1981:  CS Carabinieri Roma
- 1978:  FC Tauberbischofsheim
- 1977:  Cercle d'escrime Melun Val de Seine
- 1976:  Cercle d'escrime Melun Val de Seine
- 1975:  Moscova
- 1974:  Moscova
- 1973:  Cercle d'escrime Melun Val de Seine
- 1972:  Cercle d'escrime Melun Val de Seine
- 1971:  Cercle d'escrime Melun Val de Seine
- 1970:  Moscova
- 1969:  Moscova
- 1968:  Moscova
- 1967:  Moscova
- 1966:  Moscova
- 1965:  Moscova

## Sabie feminin
Competiția este organizată de clubul francez Cercle d'Escrime Orléanais la Orléans.
- 2014:  AZS Varsovia
- 2013:  Cercle d'Escrime Orléanais
- 2012:  Lagardère Paris Racing
- 2011:  AZS Poznań
- 2010:  Lagardère Paris Racing
- 2009:  Dinamo Rostov
- 2008:  CS Aeronautica Militare
- 2007:  CS Carabinieri Roma
- 2003:  Újpesti TE Budapesta

## Sabie masculin
Competiția a fost organizată de trei ori de clubul maghiar GEAC la Gödöllő, apoi de clubul italian AS Petrarca Scherma la Padova de anul 2015.
- 2016:  GS Fiamme Gialle
- 2015:  GS Fiamme Gialle
- 2014:  CS Dinamo București
- 2013:  Gödöllői Egyetemi Atlétikai Club
- 2012:  AZS AWF Katowice
- 2009:  Amicale tarbaise d'escrime

## Legături externe
- Site-ul oficial Confederației Europene de Scrimă